# Арнамагнеанская коллекция
Арнамагнеанская коллекция рукописей (дат. Den Arnamagnæanske Håndskriftsamling, исл. Handritasafn Árna Magnússonar) — крупное собрание средневековых скандинавских рукописей, собранное в начале XVIII века жившим в Дании исландским учёным Арни Магнуссоном, секретарем Королевских архивов и профессором Копенгагенского университета (в библиотеку которого и поступило после его смерти). Хотя абсолютное большинство рукописей собрания были собраны Арни Магнуссоном в Исландии, в нём присутствовали также рукописи норвежского, шведского и датского происхождения, а также ряд иных материалов.
В дальнейшем собрание пополнялось за счёт отдельных даров, а также крупных поступлений, таких, как коллекция филолога Расмуса Раска. К тому моменту, когда для хранения коллекции в 1956 году был учреждён специальный Арнамагнеанский институт при университете, число рукописей в ней превышало 3000. В 1965 году, однако, датский парламент под давлением исландской стороны принял решение о передаче Исландии той части коллекции, которая составляет «исландское культурное наследие», то есть содержит сведения по истории и культуре Исландии в рукописях, написанных исландцами. После этого с 1971 по 1997 год в Рейкьявик в Институт исландских рукописей (ныне Институт исландских исследований Арни Магнуссона) было передано 1666 рукописей, а также все исландские акты Арнамагнеанской коллекции и 141 рукопись исландского происхождения из Королевской библиотеки Дании, не входившая в коллекцию, но отвечавшая критериям «исландского культурного наследия». В Дании, однако, осталось около 1500 рукописей (составляющих чуть менее половины прежней коллекции), из которых примерно половина также написана в Исландии, однако посвящена истории Норвегии и Дании либо содержит христианские религиозные тексты и переводы на исландский язык зарубежных литературных памятников. С 2003 года после расформирования Арнамагнеанского института датская часть коллекции хранится в отделении северных исследований и лингвистики гуманитарного факультета Копенгагенского университета.
В 2009 году разделённая коллекция была внесена в реестр ЮНЕСКО «Память мира».